# Sky Scrappers
Pour plus de détails, voir Fiche technique et Distribution.
Sky Scrappers est un court métrage de la série Oswald le lapin chanceux, produit par les studios Disney et sorti le 11 juin 1928.

## Synopsis
Oswald est ouvrier sur un chantier de construction d'un gratte-ciel. Le dessin animé s'ouvre sur une pelleteuse humanisé qui « mange » de la terre et la rejette à l'arrière, pendant que s'activent les ouvriers. Vient l'heure de la pause, signalée par une machine qui siffle avec ses « doigts » comme un humain. Oswald, qui s'apprête à manger son sandwich, a lâché la corde qu'il tirait pour monter un tonneau rempli d'eau. Ce dernier retombe sur lui et l'arrose, lui gâche son repas. 
Fanny la cantinière lui propose d'acheter un panier-repas (dont un hot-dog). Oswald, ému, la paye avec une pièce. Avant de manger, il impose à la saucisse du hot-dog de se tremper dans le pot de moutarde. Fanny regarde le lapin amoureusement, en oublie de surveiller sa cargaison de paniers-repas qu'un chien maigre avale l'un après l'autre. Fanny et Oswald s'embrassent. Pete Wolf, qui travaille en haut de la structure porteuse, les remarque et enlève Fanny à l'aide d'un crochet fixé au bout d'une corde. Il veut la forcer à l'embrasser, ce qu'elle refuse. Oswald escalade une autre corde, mais Pete Wolf la détache. Il tombe sur une planche qui envoie en l'air un paquet de briques... qui retombent sur sa tête. Il se sert d'un paprapluie pour les éviter. Mais une brouette tombe à la suite sur lui et lui enfonce sa tête (il appuie sur son nombril pour la faire réapparaître). Oswald parvient jusqu'à la poutrelle métallique où sa belle, molestée, appelle à l'aide. Il montre ses pectoraux et fait des moulinets, mais prend peur et fuit quand Pete Wolf vient à lui. Il saute sur une petite poutrelle suspendue à une corde. Une course poursuite s'engage sur cette poutrelle, qui finit par tourner sur elle-même. Fanny s'affole, manque de tomber. Les deux protagonistes se battent à coups de poing. Oswald finit par éjecter son adversaire dont le pantalon à bretelles, retourné, lui sert de parachute. La poutrelle avec Oswald remonte, attrape Fanny au passage. Les deux amoureux s'embrassent pendant que la poutrelle continue à monter jusqu'au septième ciel.      

## Fiche technique
Source IMDb
- Titre : Sky Scrappers
- Titre de travail[2] : The Sky Scrapper
- Série : Oswald le lapin chanceux
- Réalisateur : Walt Disney
- Camera[2] : Mike Marcus
- Producteur : Charles Mintz
- Production : Disney Brothers Studios sous contrat de Robert Winkler Productions
- Distributeur : Universal Pictures
- Format : noir et blanc - 35 mm - 1,33:1 - muet - procédé cinématographique : sphérique
- Durée : 5 minutes et 30 secondes
- Métrage : 300 m (1 bobine)
- Genre : court métrage de dessin animé comique
- Langue : anglais
- Pays de production :  États-Unis
- Dates de sortie : 
  - États-Unis : 11 juin 1928[2],[3], ou 1er septembre 1928 (sortie limitée)
  - États-Unis : 23 septembre 1928
- Autres dates[2] :
  - Expédition : 8 mars 1928
  - Dépôt de copyright : 25 avril 1928 par Universal

## Commentaires
Le scénario a été repris en grande partie dans le dessin animé avec Mickey Mouse : Building a Building (1933).